# Oswald Kairamo

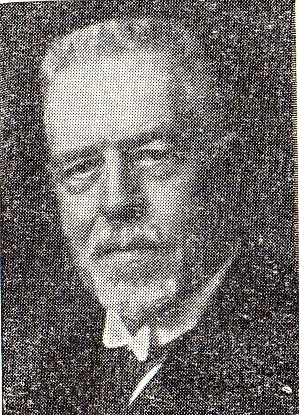
Alfred Oswald Kairamo.

Alfred Oswald Kairamo (före 1906 Kihlman), född 4 oktober 1858 i Jakobstad, död 29 juli 1938 i Hattula, var en finländsk botaniker och politiker, son till lyceirektorn Alfred Kihlman. 
Kairamo blev 1883 filosofie doktor, 1885 docent och var 1897–1903 extra ordinarie professor i botanik vid Helsingfors universitet. Kairamos viktigaste vetenskapliga verksamhet utgörs av studier om säcksvamparna, Zur Entwickelungsgeschichte der Ascomyceten (1883), växtbiologiska undersökningar i Lappmarken, bland annat rörande skogsgränsen, fenologiska iakttagelser och i sammanhang därmed forskning angående nattfrosterna i Finland. 
Även som museiman var han verksam och tog betydande del i utarbetandet av "Herbarium musei fennici". Kairamo, som tillhörde Finska partiet, kallades 1903 till senator och chef för jordbruksexpeditionen. Den politiska stormen i november 1905, som rensade senaten, tvingade även Kairamo att försvinna därifrån. Därefter deltog han i det politiska livet som ledamot av lantdagen, där han räknats som en av de ledande inom sitt parti.
Auktorsnamnet Kihlm. kan användas för Oswald Kairamo i samband med ett vetenskapligt namn inom botaniken; se Wikipediaartiklar som länkar till auktorsnamnet.

## Utmärkelser
- Sankt Vladimirs orden, fjärde klassen,  1905[1]
- Kommendörstecknet av I klass av Finlands Vita Ros’ orden,  1923[2]

[Redigera Wikidata]